# Malatesta
Malatesta är en station på Roms tunnelbanas Linea C. Stationen är uppkallad efter Piazza Roberto Malatesta, vilken i sin tur är uppkallad efter den italienske kondottiären Roberto Malatesta (1440–1482). Stationen togs i bruk den 29 juni 2015. 
Stationen Malatesta har:
- Biljettautomater

## Kollektivtrafik
- Busshållplats för ATAC

## Omgivningar
- Kyrkan San Luca Evangelista